# ジャガー・XJ220
XJ220は、イギリスの自動車メーカーであるジャガーがかつて販売していたスポーツカー。車名は最高速度220マイル時（約354 km/h）を目標としていたことに由来する。

## 概要

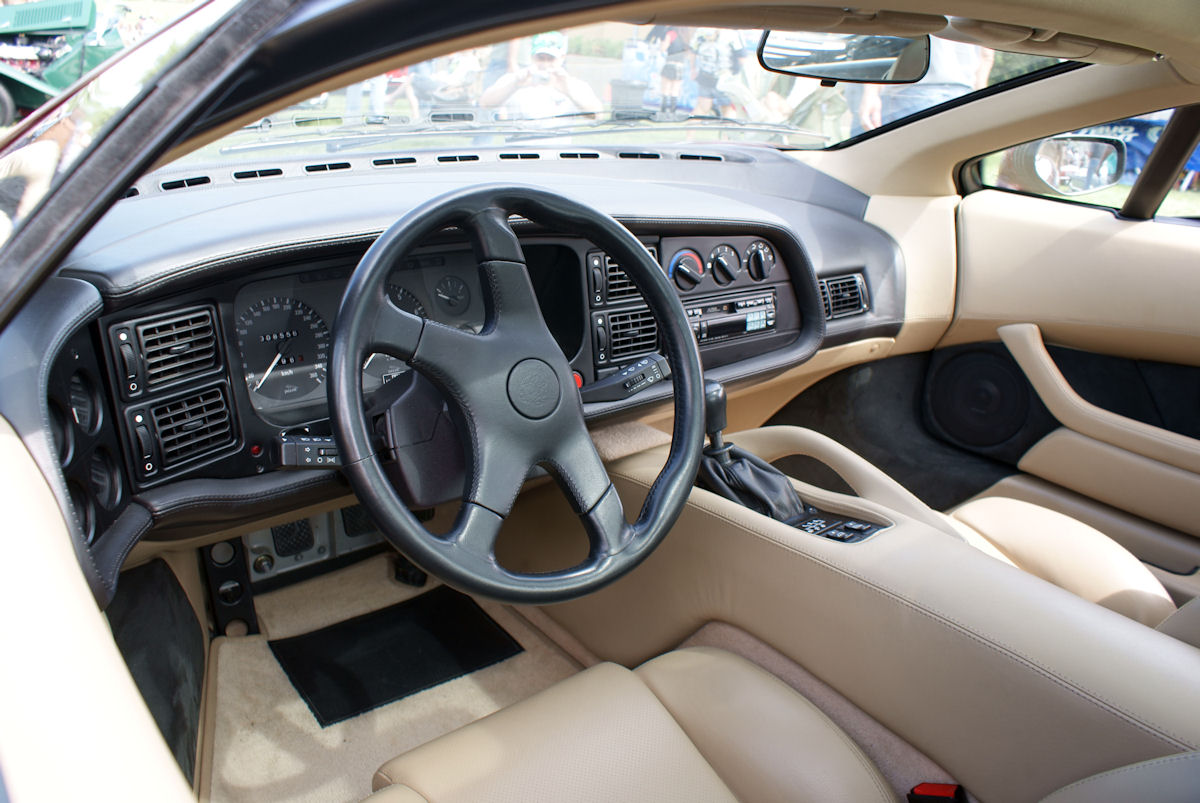
インテリア

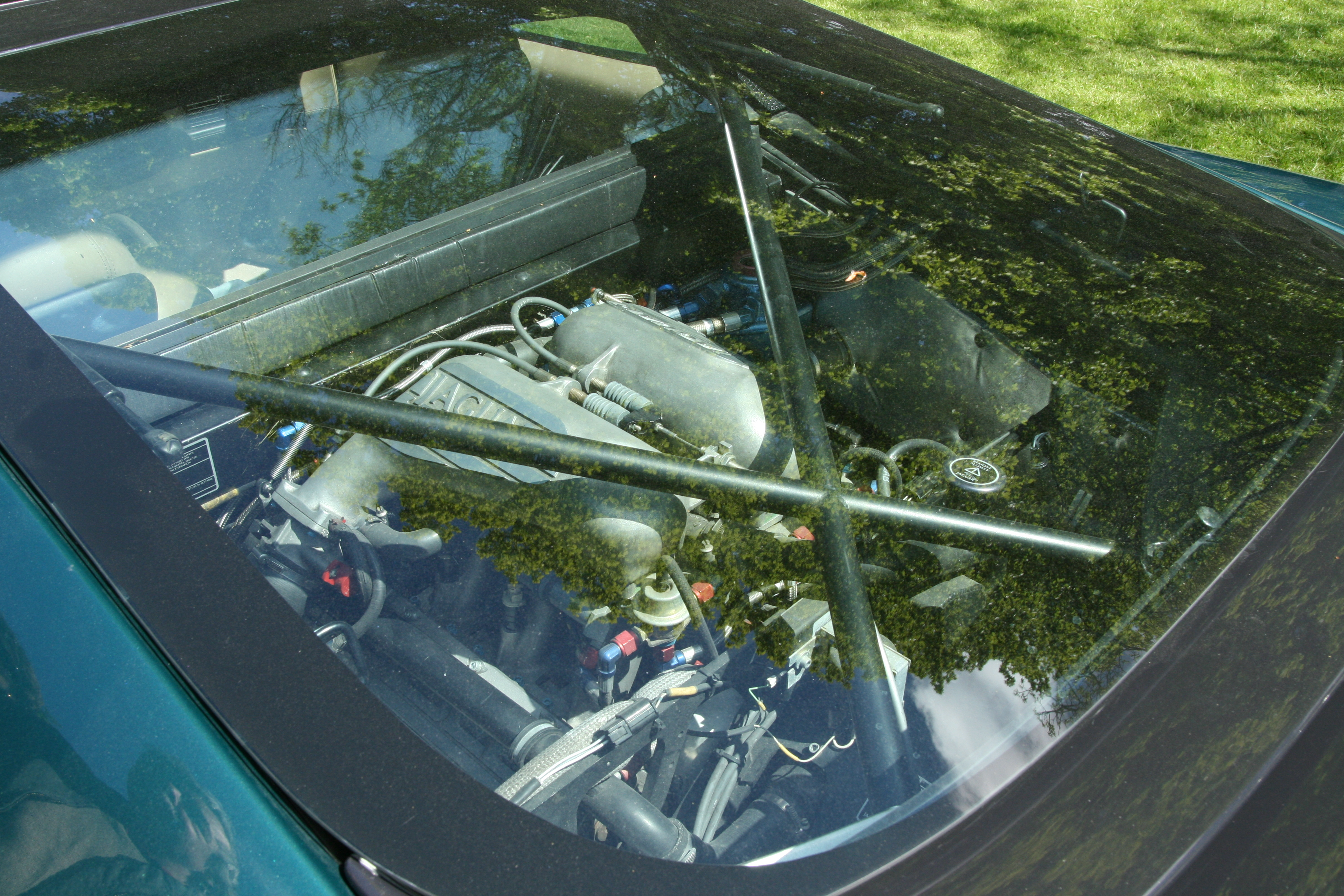
エンジンルーム

元々はジャガー社内の技術者たちが、サークル活動の一環として開発したものが発端となっている。1988年のバーミンガムモーターショーにてプロトタイプが公開された。
ボディパネルはアルミニウム製で、シャシーはアルミハニカムをアルミ板で挟んだパネルによるモノコック構造。フロントには可変式のスポイラーを装備。サスペンションはダブルウィッシュボーン式を採用し、レーシングカー並みのセッティングを施していた。
ボディのデザインは、幻に終わったレーシングプロトタイプ「XJ13」をモチーフとした。インテリアはコノリーレザー製高級レザーハイドのトリム、ウィルトン製ウールカーペットなど、レーシングカーに準じた性能とは裏腹に豪華なものであった。テールランプはローバー・200から流用されている。
エンジンは、グループCカーのXJR-11やIMSA-GTPカーのXJR-10に使用されていたJRV-6 V型6気筒DOHCツインターボをミッドシップに搭載する。ドライサンプで水冷式ターボチャージャーと空冷式インタークーラーを備え、ボアφ94mm×ストローク84mmで排気量は3,498cc。最高出力は500hp（373kW）/6,500rpm、最大トルクは472lb/ft（640Nm）/5,000rpm。駆動方式は後輪駆動である。
ホイールはフロント9J17、リア14J18のアルニミウム製センターロック式。タイヤサイズはフロント245/40ZR17、リア345/35ZR18。
最高速度は目標の220マイル時には届かなかったものの、カタログで「200マイル時以上」を謳い、実測値も347 km/h（216マイル時）で当時としては世界最速だった。0-100 km/h加速も3.9秒と、高いポテンシャルを持っていた。

## 経緯
ショーデビュー当初はまだ市販が決定していなかったが、たちまち1,500台に及ぶ注文が殺到し、のちにトム・ウォーキンショー・レーシング（TWR）との連携で市販が決定した。デビュー当初は6 L V型12気筒DOHCエンジンをミッドシップに搭載したフルタイム四輪駆動車になる予定であったが、これでは重量があまりにも大きくなりすぎることが判明し、パワートレインの大幅な変更を余儀なくされた。
市販モデルは1991年の東京モーターショーで発表された。価格は29万ポンド（当時の為替レートで約6,900万円）で、当初は車名にちなんで限定220台の予定だったが、世界的な好景気により注文が殺到し、急遽生産台数が350台にまで引き上げられた。
前述のエンジンの問題を解決するため、実際のデリバリーは1992年まで遅れるが、時を同じくして世界的な不況に見舞われる。さらにはV型12気筒エンジンが搭載されないことへの不満や、同時期にTWRが発表したXJR-15と市場が競合してしまったことなどから、その高いポテンシャルにもかかわらず最終的には281台ほどしか売れず、日本への正規輸入も行われなかった。

## レース参戦
1993年のル・マン24時間レースのカテゴリー4（GTクラス）に、XJ220のレーシングバージョンである「XJ220C」が3台出走。うちジョン・ニールセン/デビッド・ブラバム/デビッド・クルサード組が総合15位・クラス優勝を果たしたが、2週間後に排気系のレギュレーション違反が発覚して失格となった。
その後も度々出場しているが、スポーツカーとして、そしてレーシングマシンベースとしては大柄なボディが災いし目立った成績を残せないまま1995年前後にサーキットから去っている。1995年のル・マン24時間レースにリチャード・パイパー率いる「PC Automotive」から2台エントリーした内の一台は、後にナンバーを取得し、現在は日本に存在すると言われている。